# USS Cyclops (1917)
De USS Cyclops was een Amerikaans marineschip uit de Proteusklasse. Het schip diende tijdens de Eerste Wereldoorlog totdat het schip in maart 1918, tezamen met haar 306-koppige bemanning, spoorloos verdween in het gebied dat bekendstaat als de Bermudadriehoek. In 2020 is het nog steeds het grootste verlies qua levens voor de Amerikaanse marine zonder oorlogshandelingen. De oorzaak van de verdwijning is nooit bekend geworden. In 2018 waren er...enkele onderzoekers die na langdurige onderzoeken concludeerden dat het vermoedelijk een monstergolf was die de Cyclops zonder waarschuwing liet zinken.